# Vicente Álamo
Vicente Álamo Yeste (Moncada y Reixach, España, 10 de febrero de 1976) era un jugador de balonmano español de la Liga Asobal, que juega en la posición de portero. 
Ágil e intuitivo, ha sabido estar a la altura de una liga tan competitiva como la española y ha conseguido ser valorado como uno de los mejores porteros nacionales de su época, siempre a la sombra de David Barrufet y José Javier Hombrados que han mantenido el monopolio de la meta de la selección española. .

## Trayectoria
| \| Vicente Álamo Yeste \| \| \| \| \| \| \| \| \| TEMP. \| Club \| P.T. \| L.T. \| % \| 7m \| L.7m \| %7m \| \| 1994-95 \| BM Granollers B \| \| \| \| \| \| \| \| 1995-96 \| BM Granollers \| 77 \| 263 \| 29 \| 12 \| 56 \| 21 \| \| 1996-97 \| BM Granollers \| 117 \| 441 \| 27 \| 7 \| 67 \| 10 \| \| 1997-98 \| BM Granollers \| 88 \| 287 \| 31 \| 19 \| 55 \| 35 \| \| 1998-99 \| BM Granollers \| 218 \| 664 \| 33 \| 17 \| 73 \| 23 \| \| 1999-00 \| BM Granollers \| 223 \| 699 \| 32 \| 16 \| 65 \| 25 \| \| 2000-01 \| BM Cangas \| 291 \| 882 \| 33 \| 29 \| 113 \| 26 \| \| 2001-02 \| BM Cangas \| 339 \| 1110 \| 31 \| 32 \| 136 \| 24 \| \| 2002-03 \| BM Granollers \| 217 \| 696 \| 31 \| 10 \| 65 \| 15 \| \| 2003-04 \| BM Granollers \| 164 \| 528 \| 31 \| 20 \| 72 \| 28 \| \| 2004-05 \| BM Granollers \| 358 \| 1049 \| 34 \| 27 \| 97 \| 28 \| \| 2005-06 \| BM Granollers \| 295 \| 937 \| 31 \| 29 \| 101 \| 29 \| \| 2006-07 \| BM Granollers \| 292 \| 904 \| 32 \| 24 \| 86 \| 28 \| \| 2007-08 \| BM Granollers \| 262 \| 853 \| 31 \| 20 \| 78 \| 26 \| \| 2008-09 \| Ademar León \| \| \| \| \| \| \| |                 |      |      |    |    |      |     |
| Vicente Álamo Yeste |                 |      |      |    |    |      |     |
| TEMP. | Club            | P.T. | L.T. | %  | 7m | L.7m | %7m |
| 1994-95 | BM Granollers B |      |      |    |    |      |     |
| 1995-96 | BM Granollers   | 77   | 263  | 29 | 12 | 56   | 21  |
| 1996-97 | BM Granollers   | 117  | 441  | 27 | 7  | 67   | 10  |
| 1997-98 | BM Granollers   | 88   | 287  | 31 | 19 | 55   | 35  |
| 1998-99 | BM Granollers   | 218  | 664  | 33 | 17 | 73   | 23  |
| 1999-00 | BM Granollers   | 223  | 699  | 32 | 16 | 65   | 25  |
| 2000-01 | BM Cangas       | 291  | 882  | 33 | 29 | 113  | 26  |
| 2001-02 | BM Cangas       | 339  | 1110 | 31 | 32 | 136  | 24  |
| 2002-03 | BM Granollers   | 217  | 696  | 31 | 10 | 65   | 15  |
| 2003-04 | BM Granollers   | 164  | 528  | 31 | 20 | 72   | 28  |
| 2004-05 | BM Granollers   | 358  | 1049 | 34 | 27 | 97   | 28  |
| 2005-06 | BM Granollers   | 295  | 937  | 31 | 29 | 101  | 29  |
| 2006-07 | BM Granollers   | 292  | 904  | 32 | 24 | 86   | 28  |
| 2007-08 | BM Granollers   | 262  | 853  | 31 | 20 | 78   | 26  |
| 2008-09 | Ademar León     |      |      |    |    |      |     |

### Leyenda
- Temp.: temporada
- Club: equipo en el que milita
- P.T.: lanzamientos totales detenidos en la liga Asobal
- L.T.: lanzamientos totales recibidos
- %: efectividad de parada
- 7m: lanzamientos de penalti detenidos
- L.7m: lanzamientos de penalti recibidos
- %7m: efectividad en los lanzamientos de penalti

## Palmarés individual
- Mejor portero de la liga Asobal 2002-03

## Palmarés selección
- 19 partidos con la selección de España
- 64 partidos con la selección júnior de España
- 18 partidos con la selección juvenil de España
  -  Medalla de plata en el Mundial de Balonmano de Júnior de Argentina 1995
  -  Medalla de plata en el Europeo de Balonmano de Júnior de Rumanía 1996

## Palmarés clubes
- 2 Copa EHF: 1994-95 y 1995-96
- 1 Copa ASOBAL  [2008]
- 1 Campeonato de Europa Juvenil 1994
- 5 Campeonato de España en categorías inferiores

- Datos: Q9093373
- Multimedia: Vicente Álamo / Q9093373